# Akita Sanesue
Akita Sanesue est un nom japonais traditionnel ; le nom de famille (ou le nom d'école), Akita, précède donc le prénom (ou le nom d'artiste).
Akita Sanesue (秋田 実季, 1576-11 janvier 1660) est un daimyo de l'époque Azuchi Momoyama et du début de l'époque d'Edo.

## Biographie
Né dans la province de Dewa, il est le fils d'Andō Chikasue, puissante personnalité de la province de Dewa. Sanesue jure fidélité à Toyotomi Hideyoshi en 1590 lors du siège d'Odawara et le sert au cours de plusieurs campagnes telles que la campagne de Corée. À la bataille de Sekigahara, il se range du côté de l'armée de l'Est. Tandis que Satake Yoshinobu est transféré au nord dans les possessions des Akita en 1602, le clan Akita, dirigé par Sanesue, est déplacé à Shishido dans la province de Hitachi. Sanesue mène ses fils au combat lors de la campagne d'Osaka. En 1630, en raison de son mécontentement contre le shogunat, il est exilé à Asama dans la province d'Ise où il meurt en 1659. En dépit de son exil, son fils Toshisue survit et est transféré au domaine de Miharu dans la province de Mutsu où ses descendants restent jusqu'à la restauration de Meiji.

## Source de la traduction
- (en) Cet article est partiellement ou en totalité issu de l’article de Wikipédia en anglais intitulé « Akita Sanesue » (voir la liste des auteurs).